# Дани комедије
Дани комедије је позоришни фестивал најбољих комедиографских остварења Србије који се сваке године од 20. до 27. марта одржава у Јагодини. Седам представа такмичи се за награде фестивала. 

## О фестивалу
Фестивал Дани комедије одржава се сваке године у Јагодини од 20. до 27. марта. На фестивалу се такмичи седам комедија позоришта Србије, по избору селекторске комисије. Стручни жири додељује награде: Награду Мија Алексић за најсмешнију представу, три статуете Ћуран за глумачка остварења и једну за најбоље редитељско остварење, Награду Никола Милић за најбољу епизодну улогу, награде за најбољег младог глумца и глумицу, за костимографију, сценографију... Најсмешнијој представи по оцени публике додељује се Награда Миодраг Петровић Чкаља и статуета Јованча Мицић. Највише фестивалско признање, Златни ћуран за животно дело, додељује се од 2001. године, а први добитник био је Миодраг Петровић Чкаља.

## Историјат фестивала
Прво издање Дана комедије одржано је 1971. године, носило је назив Фестивал комедије и имало је ревијални карактер. Већ 1972. године одржан је фестивал са садашњим називом и концепцијом. Приказано је седам представа у такмичарској конкуренцији и једна ревијална (Сарајево). Статуету Јованча Мицић добила је представа Буба у уху, коју је режирао Љубиша Ристић. Жири је наградио Бранка Плешу за режију представе Развојни пут Боре Шнајдера. Глумачке награде добили су Никола Симић, Јелисавета Саблић, Мира Бањац и Петар Радовановић. Саблићева је касније постала добитница чак четири Ћурана. Године 1995. установљена је Награда Мија Алексић, која се додељује за најсмешнију представу по оцени стручног жирија. Од 2001. године додељује се награда Златни ћуран за животно дело. Године 2010, у част глумца Миодрага Петровића Чкаље, установљена је Награда Миодраг Петровић Чкаља, која се додељује за најсмешнију представу по избору публике.

## Награде
- Награда Златни ћуран — за животно дело
- Статуета Ћуран за најбоља глумачка остварења
- Награда Миодраг Петровић Чкаља и Статуета Јованча Мицић — за најсмешнију представу по оцени публике
- Награда Мија Алексић — за најсмешнију представу по оцени стручног жирија
- Статуета Ћуран за најбоља редитељска остварења
- Награда Никола Милић — за најбољу епизодну улогу
- Награда за најбољег младог глумца
- Награда за најбољу младу глумицу
- Награда за костимографију
- Награда за сценографију
- Награда за најбољи савремени комедиографски текст изведен на фестивалу
- Специјална награда